# Centre des raids aériens de Tokyo et des dommages de la guerre
 (août 2025).
 (août 2025).
La mise en forme du texte ne suit pas les recommandations de Wikipédia : il faut le « wikifier ».
Les points d'amélioration suivants sont les cas les plus fréquents :
- Les titres sont pré-formatés par le logiciel. Ils ne sont ni en capitales, ni en gras.
- Le texte ne doit pas être écrit en capitales (les noms de famille non plus), ni en gras, ni en italique, ni en « petit »…
- Le gras n'est utilisé que pour surligner le titre de l'article dans l'introduction, une seule fois.
- L'italique est rarement utilisé : mots en langue étrangère, titres d'œuvres, noms de bateaux, etc.
- Les citations ne sont pas en italique mais en corps de texte normal. Elles sont entourées par des guillemets français : « et ».
- Les listes à puces sont à éviter, des paragraphes rédigés étant largement préférés. Les tableaux sont à réserver à la présentation de données structurées (résultats, etc.).
- Les appels de note de bas de page (petits chiffres en exposant, introduits par l'outil «  Source ») sont à placer entre la fin de phrase et le point final[comme ça].
- Les liens internes (vers d'autres articles de Wikipédia) sont à choisir avec parcimonie. Créez des liens vers des articles approfondissant le sujet. Les termes génériques sans rapport avec le sujet sont à éviter, ainsi que les répétitions de liens vers un même terme.
- Les liens externes sont à placer uniquement dans une section « Liens externes », à la fin de l'article. Ces liens sont à choisir avec parcimonie suivant les règles définies. Si un lien sert de source à l'article, son insertion dans le texte est à faire par les notes de bas de page.
- La présentation des références doit suivre les conventions bibliographiques. Il est recommandé d'utiliser les modèles {{Ouvrage}}, {{Chapitre}}, {{Article}}, {{Lien web}} et/ou {{Bibliographie}}. Le mode d'édition visuel peut mettre en forme automatiquement les références.
- Insérer une infobox (cadre d'informations à droite) n'est pas obligatoire pour parachever la mise en page.

Pour une aide détaillée, merci de consulter Aide:Wikification.
Si vous pensez que ces points ont été résolus, vous pouvez retirer ce bandeau et améliorer la mise en forme d'un autre article.
Le Centre des raids aériens de Tokyo et des dommages de la guerre (東京大空襲・戦災資料センター, Tōkyō daikūshū sensai shiryō sentā) est un musée à Tokyo qui présente information et objets associés avec le bombardement de Tokyo durant la seconde guerre mondiale. Le musée est ouvert en 2002 et est renouvelé en 2005, le 60ème anniversaire des bombardements. En 2012, le Centre présente une exposition de 700 photos inédites,. Dès 2022, le centre reçoit moins de 10,000 visiteurs par an.

## Lecture supplémentaire
- Stéphanie Trouillard. «Le bombardement oublié de Tokyo, le plus meurtrier de la Seconde Guerre mondiale». France24. 9 mars 2025.
- Camille Lestienne. «10 mars 1945: le jour où Tokyo brûlait sous les bombes incendiaires». Le Figaro. 10 mars 2025.
- Toshio Suzuki. «Center preserves wartime memory of the Great Tokyo Air Raid». Stars and Stripes. 16 mai 2013.
- Rich, Motoko. «The Man Who Won't Let the World Forget the Firebombing of Tokyo». The New York Times. 9 mars 2020.
- «Tokyo air raid center marks 10th anniversary». Japan Press Weekly. 28 février 2012.
- Masahiko Yamabe. «The Center of the Tokyo Raid and War Damages (Japan)». Hiroshima Peace Media Center.